# Province de Burnet O'Connor
La province de Burnet O'Connor est une des 6 provinces du département de Tarija, en Bolivie. Son chef-lieu est la ville d'Entre Ríos.